# Штефан Андрей
Штефан Андрей (рум. Ştefan Andrei; * 29 березня 1931, Подарі, Румунія — †31 серпня 2014 Снагов, Румунія) — румунський державний і політичний діяч, дипломат.

## Біографія
Народився в дуже бідній сім'ї в Олтенії, звідки був родом і Ніколае Чаушеску. У дитинстві він пас овець, але зумів незважаючи на бідність здобути освіту. У 1954 закінчив гідромеліоративний факультет Політехнічного інституту Бухареста. Член Румунської робітничої партії з 1957.
- 1951 — Редактор міжнародного відділу газети «Іскра молоді»;
- 1954-1960 — Лаборант НДІ нафтогазової промисловості;
- 1961-1965 — Заступник голови Ради співробітництва із зарубіжними країнами.

З 1965 займав посади в апараті ЦК Румунської компартії, був спочатку заступником завідувача, потім завідувачем відділом міжнародних зв'язків ЦК РКП. У 1969-1972 кандидат в члени ЦК РКП. З 1972 — член ЦК РКП і секретар ЦК РКП. З 1974 — кандидат в члени Політвиконкому ЦК РКП і член його Постійного бюро. Підтримував тісний зв'язок із департаментом зовнішньої розвідки Секурітате та його начальником Ніколає Дойкару.
З 1975 — депутат Великих національних зборів. З 1978 по 1985 займав посаду міністра закордонних справ Румунії. Як міністр, спробував зменшити залежність Румунії від Радянського Союзу, розвиваючи відносини з країнами АСЕАН: Індонезією, Малайзією, Сінгапуром і Таїландом, також збільшуючи торгівлю і економічний обмін з африканськими країнами: Гвінеєю, Габоном, Анголою, Замбією, Мозамбіком, Бурунді, Суданом і Заїром. З поста міністра був звільнений під впливом першої леді Елени Чаушеску. На його місце був призначений протеже Елени Іліє Ведува.
- 1985-1987 — Голова Центральної ради з контролю в сфері економіки і соціальної політики,
- 1987-1989 — Заступник прем'єр-міністра Соціалістичної Республіки Румунія.

Член ЦК РКП (1972-1989), член Політвиконкому ЦК РКП (1974-1989). Депутат Великих Національних зборів СРР (1975-1989).
Після румунської революції 1989 був заарештований і засуджений військовим судом до двох років і десяти місяців тюремного ув'язнення за підтримку кривавого розгону антиурядових виступів в 1989.
Був одружений з актрисою Віолетою Андрей.

## Нагороди та звання
Був нагороджений орденами:
- Праці 3-го ступеня (1962);
- Зірки Соціалістичної Республіки Румунія 3-го ступеня (1971) і 4-го ступенів (1966);
- «23 серпня» 1-го ступеня (1981).